# Jan Filip (książę Saksonii-Altenburga)
Jan Filip (ur. 25 stycznia 1597 w Torgau, zm. 1 kwietnia 1639 w Altenburgu) – książę Saksonii w księstwie Saksonii-Altenburga od 1602 z dynastii Wettinów.

## Życiorys
Jan Filip był synem księcia Saksonii-Weimar Fryderyka Wilhelma I i Anny Marii, córki księcia Palatynatu-Neuburga Filipa Ludwika. Urodził się w Torgau, gdzie rezydował jego ojciec pełniący funkcję opiekuna małoletniego elektora saskiego Chrystiana II. Ojciec zmarł w 1602. Opiekunem pozostawionych przez zmarłego dzieci został ich stryj Jan i elektor Chrystian II. Podzielono wówczas księstwo, a potomkom Fryderyka Wilhelma przypadła część z Altenburgiem, odtąd stanowiąca księstwo Saksonii-Altenburga.
Stryj Jan zmarł w 1605, a Chrystian II w 1611 i rządy opiekuńcze objął brat i następca tego ostatniego Jan Jerzy I. Młody książę mieszkał w Altenburgu z matką. Po bezpotomnej śmierci księcia Jülich-Kleve-Berg Jana Wilhelma w 1609, Jan Filip był jednym z kandydatów do przejęcia dziedzictwa po nim, jednak otrzymał jedynie dodatkowy tytuł. W 1612 rozpoczął studia w Lipsku, a w 1618 objął osobiste rządy w księstwie.
Starał się dbać o rozwój księstwa: poszerzał jego granice (m.in. w 1621 kupił dobra Gräfenthal, w 1634 uzyskał część dziedzictwa po wygasłej linii książąt Saksonii-Coburg), a w 1622 przeprowadził reformy ustrojowe i podatkowe. Jednak wojna trzydziestoletnia przyniosła księstwu liczne nieszczęścia. Altenburg kilkakrotnie w latach 1628–1632 musiał utrzymywać stacjonujące tu oddziały armii cesarskiej. W 1632 Wallenstein wyegzekwował z księstwa 22 tys. guldenów, w 1633 Altenburg nawiedziła zaraza, a w 1634 został splądrowany przez kolejne oddziały wojskowe. W 1639 wojska saskie wyparły z Altenburga garnizon szwedzki i księstwo ponownie musiało opłacić się zdobywcom. Kilka dni później zmarł Jan Filip. Został pochowany w Altenburgu.

## Rodzina
25 października 1618 Jan Filip ożenił się z Elżbietą (1593–1650), córką księcia Brunszwiku Henryka Juliusza. Para miała tylko jedno dziecko: córkę Elżbietę Zofię (1619–1680), żonę księcia Saksonii-Gotha Ernesta I Pobożnego.